# Benjamin Pickard
Benjamin Pickard, född 26 eller 28 februari 1842 i Kippax nära Wakefield i Yorkshire, död 3 februari 1904, var en engelsk arbetarledare och politiker.
Pickard var son till en kolgruvearbetare i Yorkshire och arbetade själv i kolgruvorna 1854–73, verkade därpå som fackföreningsledare och vann som sådan Yorkshire-gruvarbetarnas obegränsade förtroende. Under många år var Pickard president i de brittiska gruvarbetarnas fackförbund (Miner's Federation of Great Britain) samt från 1885 till sin död ledamot av brittiska underhuset som radikal arbetarrepresentant. Han åtnjöt aktning inom alla partier och verkade ivrigt för lagstadgad åtta timmars arbetstid för gruvarbetare.